# 小西溝駅
小西溝駅（しょうせいこうえき、中国語: 小西沟站、ウイグル語: شىاۋشىگۇ بېكىتى）は、中華人民共和国新疆ウイグル自治区ウルムチ市新市区に位置するウルムチ地下鉄1号線の駅である。

## 歴史
- 2018年10月25日: 開業[1]。

## 隣の駅
ウルムチ地下鉄
■1号線
中営工駅 - 小西溝駅 -  鉄路局駅